# Ligularia fauriei
Ligularia fauriei là một loài thực vật có hoa trong họ Cúc. Loài này được (Franch.) Koidz. mô tả khoa học đầu tiên năm 1930.